# Oural-375

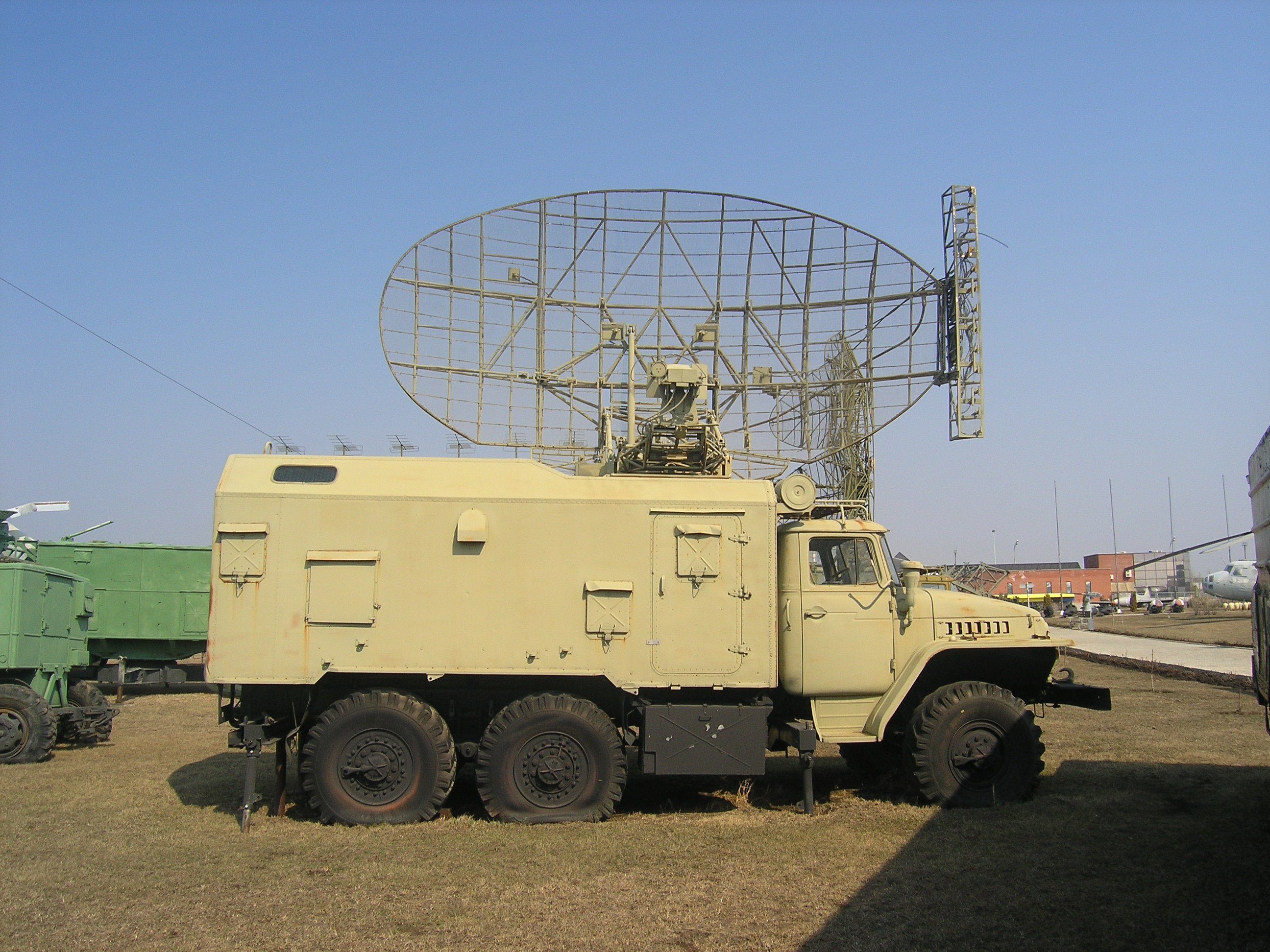
Système IFF

Le Ural-375 est un camion militaire russe produit par l'Ural Automotive Plant à partir de 1961. Il a remplacé le ZIL-157 comme véhicule standard de l’armée soviétique en 1979 et a été lui-même remplacé par l'Ural-4320 en 1983. La production du modèle de base a été arrêtée en 1993, bien que des variantes aient continué à être produites.

## Description
Le Ural-375 est un camion tout-terrain utilisé principalement pour le transport de troupes et de matériel. Il est équipé d'un moteur V8 diesel ZIL-375Ya de 150 chevaux et dispose d'une boîte de vitesses manuelle à 5 rapports avec une boîte de transfert à 2 rapports. Ce véhicule est particulièrement robuste et adapté aux terrains difficiles.
Le Ural-375 a servi dans plusieurs configurations, notamment comme véhicule porteur du lance-roquettes multiples BM-21 Grad. Une version KShM (station de commandement) basée sur ce modèle, le Polyana-D4, a également été produite.

## Caractéristiques
- Moteur : V8 diesel ZIL-375Ya
- Cylindrée : 7 000 cm³
- Puissance : 150 ch
- Transmission : Manuelle à 5 rapports + boîte de transfert à 2 rapports
- Masse : 8 400 kg
- PTAC : 13 200 kg
- Vitesse maximale : 75 km/h
- Dimensions :

Longueur : 7 350 mm, 
Largeur : 2 960 mm, 
Hauteur : 2 980 mm